# اچ‌ام‌اس امبروز (۱۹۰۳)
اچ‌ام‌اس امبروز (۱۹۰۳) (به انگلیسی: HMS Ambrose (1903)) یک کشتی بود که طول آن ۳۸۷ فوت ۹ اینچ (۱۱۸٫۲ متر) بود. این کشتی در سال ۱۹۰۳ ساخته شد.